# دوداس (فیلم ۱۹۳۶)
دوداس (انگلیسی: Devdas) یک فیلم در ژانر درام به کارگردانی پراماتش باروا است که در سال ۱۹۳۵ منتشر شد. از بازیگران آن می‌توان به جامونا باروا، سلطانه، زبیده، و پراماتش باروا اشاره کرد.